# NGC 3444
NGC 3444 ist eine Spiralgalaxie vom Hubble-Typ Sbc und Sternbild Löwe auf der Ekliptik. Sie ist schätzungsweise 415 Millionen Lichtjahre von der Milchstraße entfernt und hat einen Durchmesser von etwa 125.000 Lichtjahren.
Im selben Himmelsareal befinden sich u. a. die Galaxien NGC 3428, NGC 3433, NGC 3438, NGC 3466.
Das Objekt wurde am 25. März 1865 von Albert Marth entdeckt.